# Semachrysa jade
Espèce
Semachrysa jade est une espèce d'insectes de la famille des chrysopidés et de l'ordre des névroptères.

## Répartition
Semachrysa jade se rencontre en Malaisie, dans les provinces de Selangor et Sabah. 

## Systématique
Cette espèce a été décrite en 2012 par Shaun L. Winterton (d), Hock Ping Guek (d) et Stephen J. Brooks (d).
C'est une photographie prise par un amateur en 2011 et découverte sur Internet par Shaun Winterton, un entomologiste américain, qui est à l'origine de la découverte de cette nouvelle espèce.

## Description
L'holotype de Semachrysa jade, une femelle, présente des ailes antérieures d'une longueur de 15 mm.

## Étymologie
Son nom spécifique, jade, lui a été donné en l'honneur de la fille de l'un des auteurs, Jade Tanya Winterton.

## Publication originale
- (en) Shaun L Winterton, Hock Ping Guek et Stephen J Brooks, « A charismatic new species of green lacewing discovered in Malaysia (Neuroptera, Chrysopidae): the confluence of citizen scientist, online image database and cybertaxonomy », ZooKeys, Sofia, Pensoft Publishers (d), vol. 214, no 214,‎ 7 août 2012, p. 1-11 (ISSN 1313-2989 et 1313-2970, OCLC 248547717, PMID 22936863, PMCID 3426877, DOI 10.3897/ZOOKEYS.214.3220).